# ステラ・ロス＝クレイグ
ステラ・ロス＝クレイグ（Stella Ross-Craig、1906年3月19日 – 2006年2月6日）は、野生の花の植物画で知られるイギリスのイラストレーターである。

## 経歴
両親はスコットランド人で、オールダーショットで生まれた。植物学に興味を持ち、サネット美術学校、チェルシー技術学校の作画クラスで学んだ。1929年にキューガーデンで植物図版の作成と分類の仕事を始め、カーティス・ボタニカル・マガジンや"Icones Planarum”の植物雑誌に寄稿した。彼女の仕事はキューガーデンの園長、エドワード・セイルズビー（Edward Sailsbury）の注目するところとなり、出版を勧められた。
同僚の植物学者、ジョセフ・ロバート・シーリー（Joseph Robert Sealy）と結婚した。
ロス＝クレイグは1948年からシリーズで、『イギリスの植物図』（"Drawings of British Plants"）の出版を始めた。このシリーズは6シリングの価格の廉価なペーパーバックでも発行され、1973年までに31巻まで、出版され、1300以上のリソグラフ図版が載せられた。スゲなどを除く、イギリスの顕花植物が収録された。しばしばキューガーデンに保存されている乾燥標本をもとに図を描いた。
1999年にキュー・アウォード・メダル（Kew Award medal）を受賞した6人のうちの一人になった。2003年に95歳になっていたが、エディンバラ王立植物園で55枚の原画を展示した展覧会を開いた。翌年、キューガーデンでも同じ展覧会が開かれた。1948年から1974年の間、ロンドン・リンネ協会の会員であった。2002年に王立園芸協会 (RHS) から、ゴールド・ヴィーチ記念メダル（Gold Veitch Memorial Medal）を受賞した。